# Gustave Desnoiresterres
Gustave Le Brisoys Desnoiresterres, né le 20 juin 1817 à Bayeux où il est mort le 14 janvier 1892, est un dramaturge, historien de la littérature, journaliste et romancier français.

## Biographie
Après avoir fait ses études dans sa ville natale, Desnoiresterres débuta dans la carrière des lettres par un roman intitulé : la Pensionnaire et l’artiste, publié en 1859 dans le Journal général de France. Il fonda ensuite un recueil mensuel, la Province à Paris (1841-1842).
Collaborateur de plusieurs journaux littéraires de Paris, il y fit paraître un certain nombre de romans : la Chambre noire (1845), Jarnowick (1844), Entre deux amours et Mlle Zacharie (1845), Un Amour en diligence (1853), les Talons rouges (1854), esquisses contemporaines, les Étapes d’une passion (1882, in-18). Il donna aussi une étude sur Balzac le romancier (1851), et une édition annotée du Tableau de Paris de Louis-Sébastien Mercier (1853, in-12).
Prenant ensuite le XVIIIe siècle pour objet de ses recherches, Desnoiresterres se proposa d’en reproduire la physionomie variée dans une série d’études, dont les plus importantes traitaient, sous des titres particuliers, des diverses époques de la vie de Voltaire (la Jeunesse de Voltaire, in-8° ; Voltaire à Cirey, in-8° ; Voltaire à la cour, in-8° ; etc.) et qui ont été réunies sous le litre général de Voltaire et la Société française au XVIIIe siècle (1867-1876, 8 vol. in-8°) : cet ouvrage considérable, couronné du prix Bordin par l’Académie française en 1875, a été complété par une Iconographie voltairienne (1878, in-4°, nombreuses planches).
À ce même ordre de travaux appartiennent une série de tableaux de mœurs et d’histoire, sous ces titres : les Cours galantes (1859-1864, tomes I-II. in-18) ; la Musique française au XVIIIe siècle, Gluck et Piccini (1872, in-8; 2e édit., 1875, in-8°) ; Grimod de la Reynière et son groupe (1877, in-18) ; Épicuriens et lettrés (1879, in-8°) ; la Comédie satirique au XVIIIe siècle (1884, in-8°) ; histoire de la société française par l’allusion, la personnalité et la satire au théâtre : le Chevalier Dorat et les poètes légers du XVIIIe siècle (1887, in-18).
Desnoiresterres a également fait représenter Monsieur Prosper, une comédie en un acte, en prose, au théâtre du Vaudeville en 1881.
Desnoiresterres avait été décoré de la Légion d’honneur le 15 août 1869.

## Œuvres
- Grimod de la Reyniere et son groupe
- La musique française au XVIIIe siècle, Gluck et Piccinni, (1774-1800)
- Poésies posthumes de Hippolyte Guérin de Litteau. Légendes. Précédées d'une notice biographique, Paris, Imprimerie Centrale, 1863.

## Sources
- Gustave Vapereau, Dictionnaire universel des contemporains, t. 1, Paris, Hachette, 1893, p. 460.